# Dangiang (Kayangan)
Dangiang is een bestuurslaag in het regentschap Noord-Lombok van de provincie West-Nusa Tenggara, Indonesië. Dangiang telt 2781 inwoners (volkstelling 2010).